# Château de Lichtenstein
Ne doit pas être confondu avec Château de Liechtenstein ou Château de Vaduz.
Le château de Lichtenstein est un château du XIIIe siècle situé sur les pentes d´Albtrauf au-dessus de la commune de Lichtenstein (Bade-Wurtemberg), en Allemagne. On l´appelle aussi le château de contes de fées des Wurtemberg (Märchenschloss Württemberg).
Bâti sur un piton rocheux défendu par une coupure naturelle, il fut complètement refait et décoré dans le style « troubadour » en 1842.

## Histoire
L´histoire du château remonte au XIIIe siècle, lorsque la famille Lichtenstein fonda le château fort du « Vieux Lichtenstein » dit aussi « Le Vieux Lichtenstein ». Il fut détruit deux fois, durant la Reichskrieg, en 1311 et en 1381, par les troupes de la ville libre (Reichstadt) de Reutlingen. La deuxième fois, le château fort ne fut pas reconstruit et tomba en ruines. En 1802, le roi Frédéric Ier de Wurtemberg y fit bâtir un pavillon de chasse.
Le prince Guillaume, collectionneur d'armes, d'armures et de peintures avait besoin d'un lieu ou entreposer sa collection. Il fut impressionné par le livre Lichtenstein de Wilhelm Hauff (paru en 1826) et voulut transformer le pavillon de chasse en château du temps de la chevalerie. C'est pourquoi le château fut reconstruit entre 1840 et 1842 dans cet état d'esprit, et d'après les plans de Carl Alexander Heideloff.

## Propriétaires
Les principaux seigneurs du château de Lichtenstein sont les héritiers de son concepteur, les ducs d'Urach (une branche de la famille Wurtemberg dit famille « Levieux de Lichtenstein »).
- 1837–1869 : Wilhelm Graf von Württemberg, Duc d'Urach à partir de 1867
- 1869–1928 : Wilhelm Karl von Urach
- 1928–1981 : Karl Gero von Urach
- 1981–1991 : Karl Anselm von Urach
- depuis 1991 : Wilhelm Albert von Urach

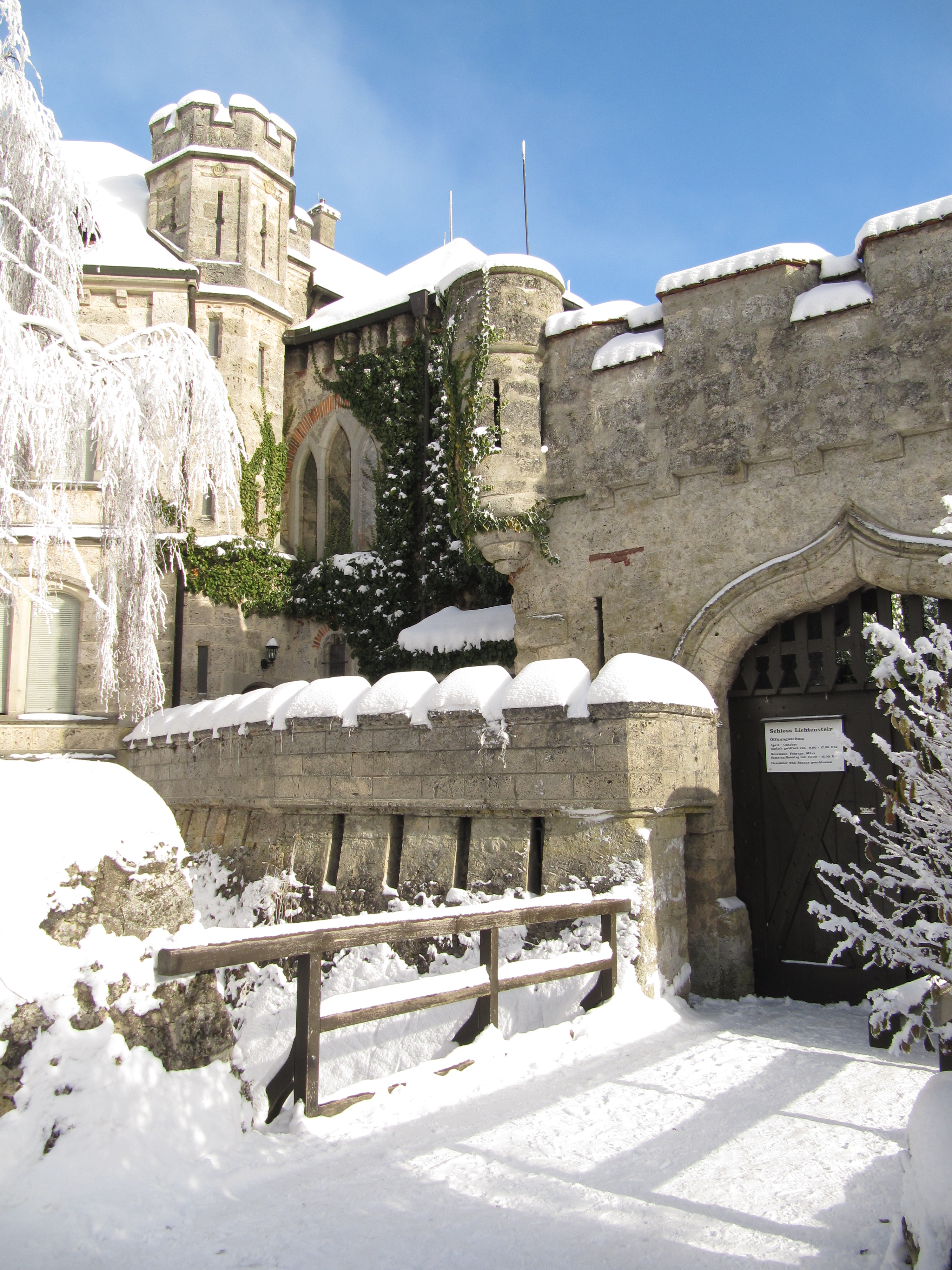
L'entrée en hiver.
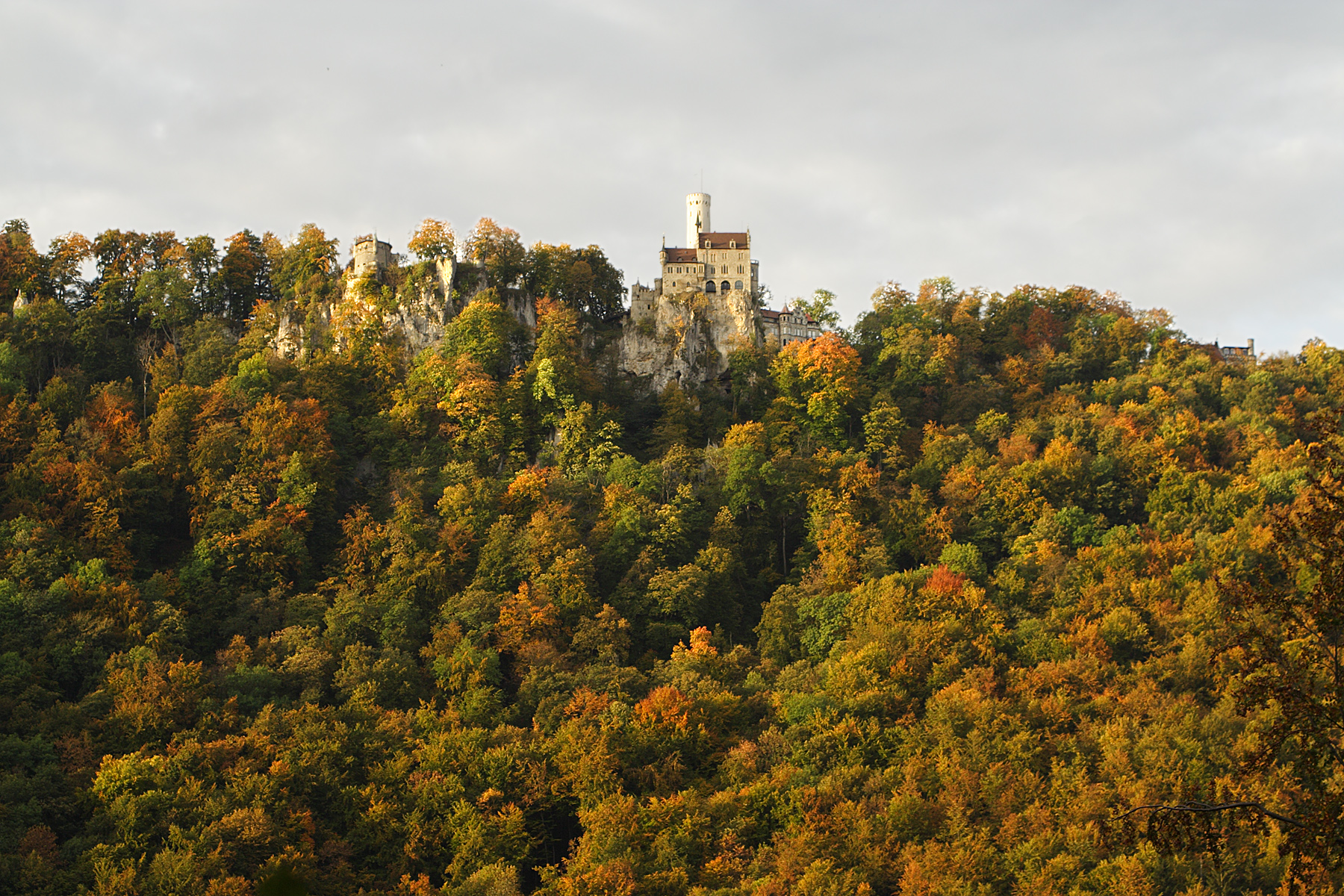
Au bord de l'Albtrauf.
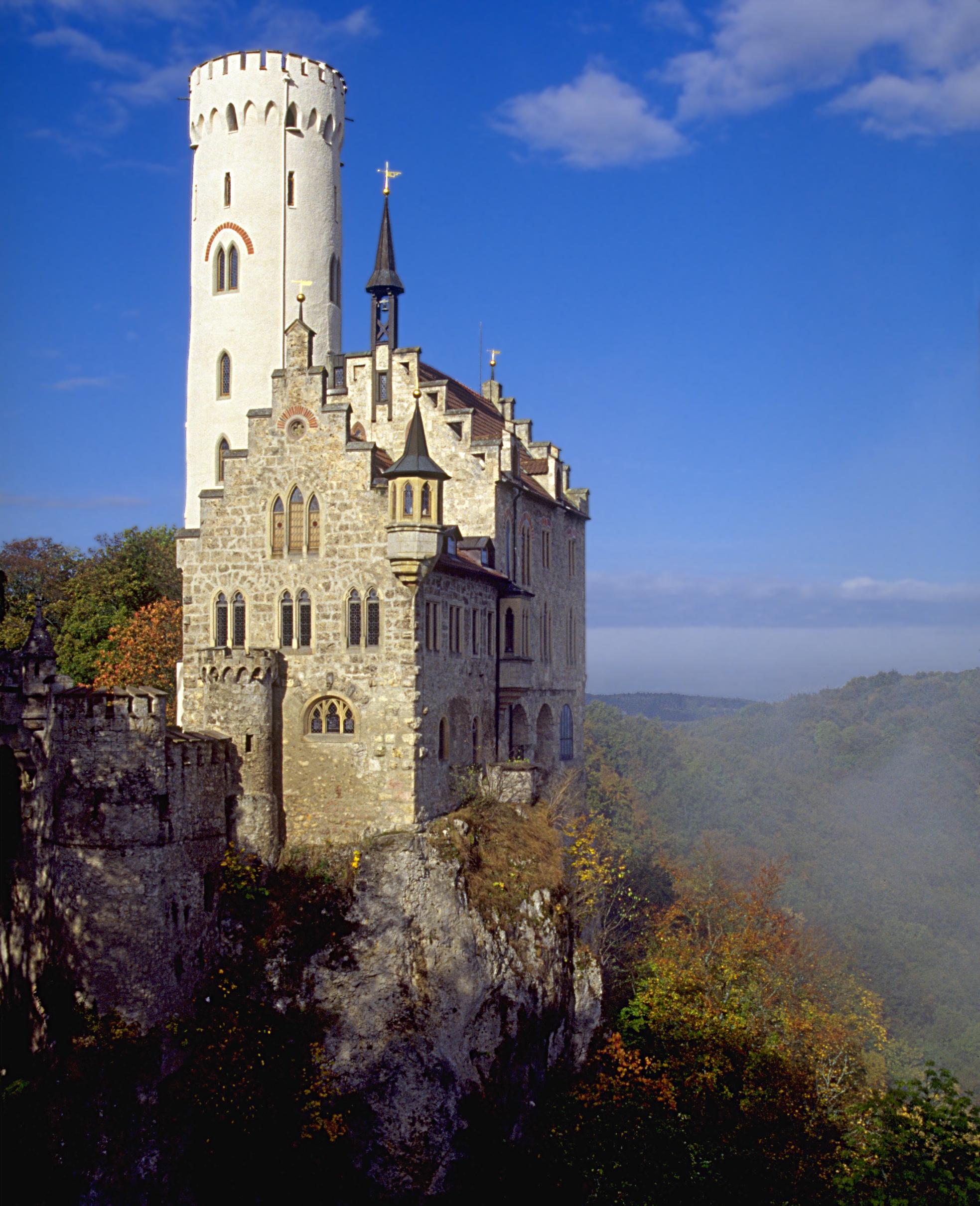
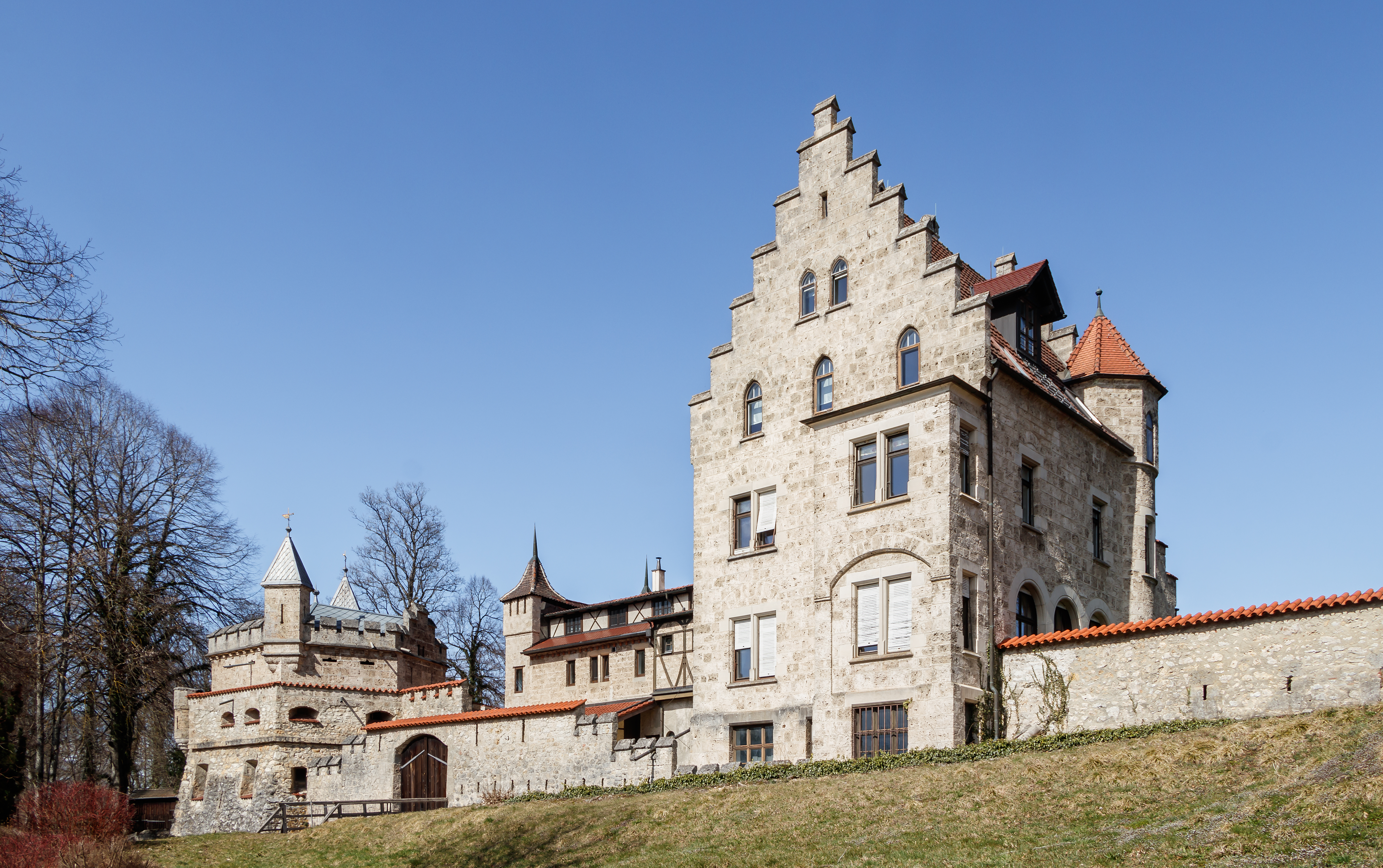
Le bâtiment des chevaliers et le bâtiment des princes du château de Lichtenstein. Mars 2023.